# سنت دیوید
سنت دیوید (ولزی: Dewi Sant؛ لاتین: Davidus؛ حدود ۵۰۰ - حدود ۵۸۹)، (به انگلیسی: Saint David) «اسقف ولزی Mynyw» (سنت دیویدز کنونی) در طی سدهٔ ۶ بود. وی قدیس حامی ولز است. دیوید اهل ولز بود و اطلاعات نسبتاً زیادی در مورد زندگی او در دست است. با این حال، تاریخ تولد وی نامشخص است: پیشنهادها در این مورد از سال‌های ۴۶۲ تا ۵۱۲ است.
به‌طور سنتی اعتقاد بر این است که او پسر سنت نونا و نوهٔ (کوندا کردیگ Ceredig ap Cunedda)، پادشاهی کریدیگون، (کردیگیون کنونی در ولز) است.
گردآورندگان «آنالس کامبریا» ولزی مرگ او را ۵۶۹ سال پس از تولد مسیح قرار داده‌اند، اما «قدمت فیلیمور» این مورد را به ۶۰۱ تغییر داد.